# 慈幼短期大学
慈幼短期大学（日语：／ Salesio Tanki Daigaku *）是過去一所位于日本东京都调布市的私立短期大学，於1971年停辦。

## 概要

### 简介
- 学校最早可以追溯到大体1934年[1]。短期大学为于1952年开办[2]。由学校法人学校法人慈幼神学院经营、来源于慈幼会在意大利都灵[3]。天主教系短期大学之一了。

### 历史
- 1952年 慈幼短期大学成立并同时设置宗教教育科系。
- 1968年 最后一年招生、次年停止招生（正式停办于1971年3月31日[2]）。
- 1971年 停辦。

## 学校环境
- 校区：在了东京都东京都调布市[注 1]

## 历任校长
- 温琴佐・Cimatti：第一代短期大学校长[4]
- 卡梅洛・西蒙切利：最后短期大学校长[5]。

## 组织

### 学科
- 宗教教育科系

### 专科
- 无

### 业余课程
- 无

## 相关链接
- 日本短期大学列表
- 慈幼会